# Geschichte El Salvadors
Die Geschichte El Salvadors umfasst die Entwicklungen auf dem Gebiet der zentralamerikanischen Republik El Salvador von der Urgeschichte bis zur Gegenwart. Als eigenständiger Staat existiert El Salvador seit 1838, zwischen 1823 und 1838 hatte es der Zentralamerikanischen Konföderation angehört. Vorangegangen waren 300 Jahre als spanische Kolonie. Vor der europäischen Eroberung existierten auf dem heutigen Staatsgebiet mehrere indianische Kulturen, die im Verlauf der Eroberung vollständig ausgelöscht wurden.

Wappen von El Salvador

## Indianische Kulturen vor dem 16. Jahrhundert

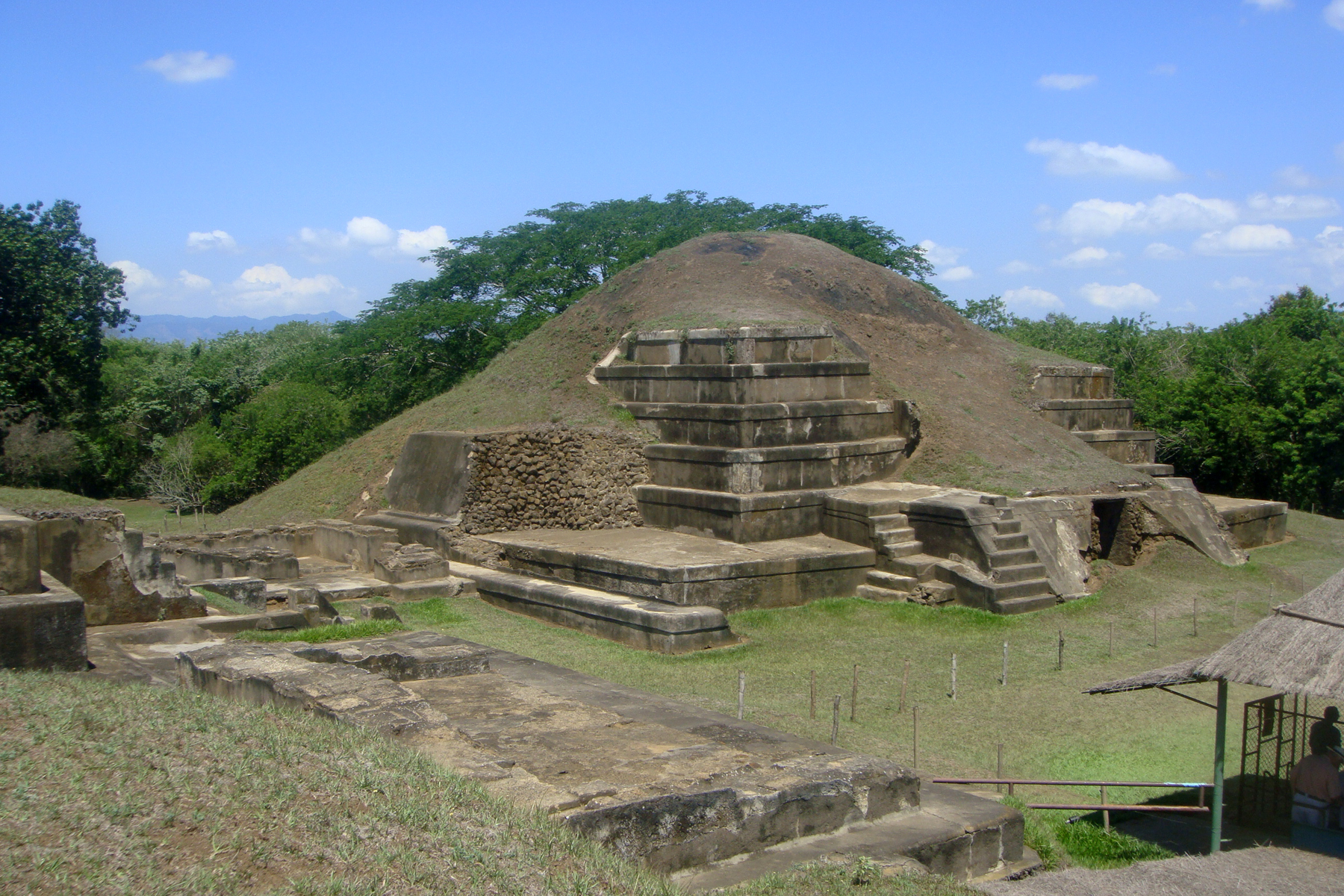
Mayaruinen von San Andres

El Salvador gehörte vor der spanischen Kolonisierung zum südlichen Randbereich der Maya-Kultur. Auf seinem Gebiet existierten drei Königreiche indigener Völker: die Herrschaft von Cuzcatlan, ein Reich der Pipil, eines aus Mexiko eingewanderter Stammes der Nahua, im Osten der Herrschaftsbereich der Lenca und im Norden entlang des Río Lempa das Reich der Ch'orti', eines Volkes der Maya. Überreste der Kultur der Pipil sind noch immer an einigen Orten in El Salvador sichtbar, zum Beispiel Tazumal, San Andrés, und Joya de Cerén.

## Spanische Kolonialzeit
1524 schlug der erste Eroberungsversuch spanischer Konquistadoren fehl. Die Truppen unter dem Kommando von Pedro de Alvarado wurden von Kriegern der Pipil zum Rückzug gezwungen. Ein Jahr später (1525) drangen die Spanier erneut ein, und unterwarfen dieses Mal die einheimische Bevölkerung. Alvarado gab der Gegend den Namen El Salvador („der Erretter“). Das gesamte Gebiet wurde ins Vizekönigreich Neuspanien eingegliedert. El Salvador war dort Teil des Generalkapitanats Guatemala, wo auch der größte Teil der Streitkräfte stationiert war, ebenso wie der Sitz der obersten Gerichtsbarkeit (Real Audiencia). El Salvador verblieb Teil des spanischen Kolonialreiches bis 1821.

## Unabhängigkeit

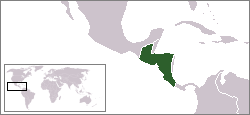
Ausdehnung der Zentralamerikanischen Konföderation

Flagge der Zentralamerikanischen Konföderation ab 22. November 1824

Zu Beginn des 19. Jahrhunderts stieg die Unzufriedenheit unter den kreolischen Intellektuellen und Kaufleuten über die nach wie vor strikte Kontrolle durch die Kolonialmacht Spanien, insbesondere über das Verbot von eigenständigen Handelsbeziehungen mit anderen Ländern, speziell mit Großbritannien und den Vereinigten Staaten. Gleichzeitig rebellierte auch die Landbevölkerung (Mestizen) zunehmend gegen die Unterdrückung durch die Spanier. Anhänger der Unabhängigkeitsbewegung schafften es, diese beiden Gruppen für ihre Ziele zusammenzuschließen. Damit hatte die Bewegung sowohl die Unterstützung der kreolischen Mittelschicht als auch die der Mestizen. 1811 scheiterte ein erster regionaler Aufstand, nachdem aus Guatemala Truppen zur Niederschlagung gesandt wurden.
1821 erklärte El Salvador zusammen mit allen anderen zentralamerikanischen Provinzen die Unabhängigkeit von Spanien. Als diese Provinzen 1822 mit dem Kaiserreich Mexiko zusammengeschlossen werden sollten, widersetzte sich El Salvador als einziges Land und bestand auf der Unabhängigkeit der zentralamerikanischen Länder. Truppen aus Guatemala, welche die Union durchsetzen sollten, wurden im Juni 1822 durch Aufständische unter dem Kommando von Manuel José Arce y Fagoaga aus El Salvador vertrieben. In Folge reiste Arce nach Washington, um über einen Anschluss El Salvadors als Bundesstaat an die USA zu verhandeln. Nach einer Revolution in Mexiko gegen Kaiser Agustín I. im Jahr 1823 stimmte die neue mexikanische Regierung allerdings der Unabhängigkeit der zentralamerikanischen Staaten zu, und noch im selben Jahr schlossen sich die fünf zentralamerikanischen Staaten zur zentralamerikanischen Konföderation zusammen.
Die zentralamerikanische Konföderation zerbrach zwischen 1838 und 1841, wobei El Salvador offizieller Rechtsnachfolger blieb. Spätere Versuche, die Konföderation wieder aufleben zu lassen, scheiterten.

## Oligarchie
In weiten Teilen des Landes konnte die Zentralregierung ihre Macht nicht durchsetzen. Lokale Großgrundbesitzer, genannt die vierzehn Familien (obwohl es eigentlich etwa 30 Familienklans waren), kontrollierten das Hinterland in der Art von Feudalherren. Ihnen kam entgegen, dass das Straßennetz noch sehr schlecht ausgebaut war und Brücken über die meisten Flüsse fehlten, wodurch ihre Gebiete isoliert waren. In der Verfassung von 1824 wurden ihnen 42 von 70 Sitzen in der einzigen Kammer des Parlaments reserviert. Dem von ihnen gewählten Präsidenten wurden weiträumige Befugnisse erteilt, die Gouverneure der 14 Provinzen wurden von ihm ernannt. Trotz mehrerer Verfassungsänderungen (1859, 1864, 1871, 1872, 1880, 1883, 1886) konnten die Großgrundbesitzer immer ihre Macht behaupten; die Änderungen dienten in erster Linie dazu, Amtszeiten von Präsidenten zu verlängern.
Im Jahr 1832 revoltierte die indigene Bevölkerung unter der Führung von Anastasio Aquino gegen die kreolischen und mestizischen Einwohner der Stadt Santiago Nonualco in der Provinz San Vicente. Die Aufständischen verlangten höhere Anteile bei der Landzuteilung.

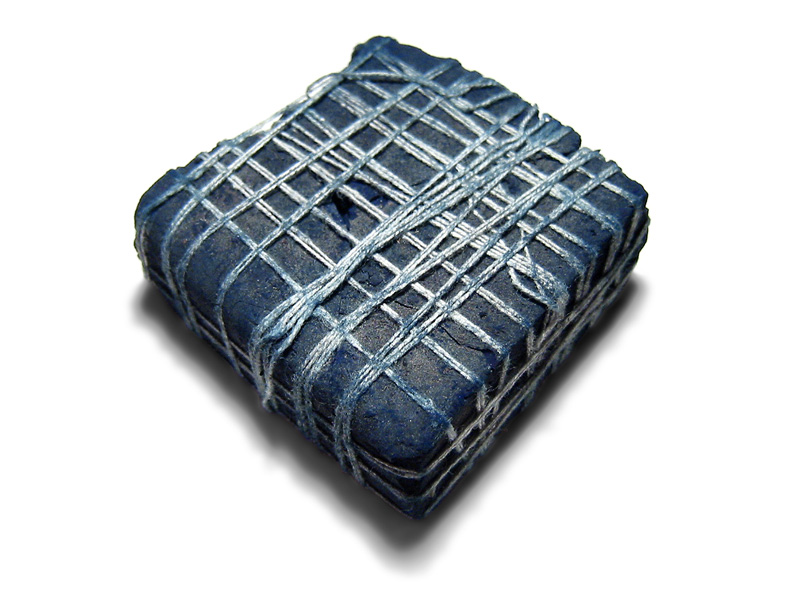
Der aus der Indigopflanze gewonnene Farbstoff, gepresst und gebunden zu einem handelsüblichen „Kuchen“

Die Landwirtschaftliche Produktion El Salvadors war abhängig von einem einzigen Exportprodukt: Indigo. Um die Erträge zu steigern, versuchten die Großgrundbesitzer, sich die ertragreichsten Ländereien anzueignen und die kärgeren Gebiete speziell um erloschene Vulkane der ärmeren Bevölkerung (Mestizen und Indigene) zu überlassen, welche dort größtenteils Subsistenzwirtschaft betrieben. Da Mitte des 19. Jahrhunderts Indigo zunehmend durch chemische Farbstoffe verdrängt wurde, wurde der Anbau sukzessive auf Kaffee umgestellt, dessen Nachfrage gerade stark anstieg. Da der Kaffeeanbau auch auf weniger fruchtbarem Boden möglich war, waren nun die für den Indigoanbau ungeeigneten Gebiete für die Großgrundbesitzer von Interesse. Die von den Landbesitzern kontrollierte gesetzgebende Versammlung verabschiedete Gesetze zur Enteignung der ärmeren Landbevölkerung und ermöglichte so die Ausbreitung der Kaffeeplantagen. 1882 beseitigte die Regierung von El Salvador per Gesetz das letzte verbliebene indigene Gemeindeland. So befanden sich um das Jahr 1900 90 % der Güter des Landes in den Händen von 0,01 % der Bevölkerung. Der Großteil der Bauern war landlos und lebte in äußerster Armut. Eine besonders große Machtfülle entwickelte die Familie De Sola.
Am Ende des 19. Jahrhunderts erlebte das Land eine Phase politischer Instabilität, während der es zu mehreren Staatsstreichen kam.
Kurz nachdem er erfolgreich einen guatemaltekischen Angriff abgewehrt hatte, wurde Rafael Zaldívar am 22. Juni 1885 von General Francisco Menéndez gestürzt. Als dieser anlässlich des fünften Jahrestages seiner Machtergreifung in San Salvador ein Bankett gab, erschien Carlos Ezeta, der Generalinspekteur der Armee, mit 600 Soldaten in der Stadt und erklärte den Präsidenten für abgesetzt. Während des Aufruhrs kam Menéndez entweder durch seine Gegner oder durch einen Myokardinfarkt ums Leben. Als sich die mächtigen 14 Familien des Landes, die in den 14 Departamentos den Grundbesitz und die Macht kontrollierten, von ihm abwandten, kam es zur Revolución de los 44, die am 29. April 1894 mit der Eroberung der Stadt Santa Ana begann und Dank militärischer Unterstützung durch Guatemala, Honduras und Nicaragua am 10. Juni mit der Ablösung von Ezeta durch Rafael Antonio Gutiérrez, einem der Rebellenführer, endete. Am 14. November 1898 musste Gutiérrez nach einem unblutigen Putsch die Macht an  Tomas Regalado – bis dahin sein bester Freund – abgeben, der vier Jahre zuvor ebenfalls an der Revolución de los 44 beteiligt gewesen war. Dessen geordnete Machtübergabe an Pedro José Escalón 1903 brachte wieder Stabilität, die bis zum Staatsstreich von 1931 dauerte.

## Militärdiktatur, Matanza und früher Widerstand

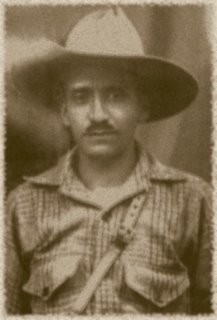
Farabundo Martí

1907 schickte die Regierung El Salvadors Truppen nach Honduras, um Honduras in einem Krieg gegen Nicaragua zu unterstützen. Bei der Schlacht von Nacaome (18. bis 23. März 1907) siegte Nicaragua.
1930 übernahm General Maximiliano Hernández Martínez, vormaliger Verteidigungsminister des Landes, durch einen Putsch die Macht. 1932 ließ Martínez einen Aufstand indigener Bauern, überwiegend Angehörige der Pipil, der vom Vorsitzenden der neu gegründeten Kommunistischen Partei von El Salvador, Agustín Farabundo Martí geleitet wurde, im Westen des Landes blutig niederschlagen. Neben Farabundo wurden etwa 30.000 Menschen umgebracht. La Matanza – „das Massaker“ gilt als das Ende der physischen und kulturellen Existenz der indigenen Völker El Salvadors. Gehörten in den 1930er Jahren noch etwa 20 % der Bevölkerung indigenen Völkern an, sind es heute noch etwa 1 %. In der Zeit nach der Matanza von 1932 wurde der öffentliche Gebrauch der indigenen Sprachen und das Tragen traditioneller Kleidung zu einem Überlebensrisiko. So heißt es, Menschen seien einfach auf Grund des Unterscheidungsmerkmals getötet worden, dass sie Nahuatl (Pipil) sprachen oder „indianische“ Kleidung trugen.
1939 wurde das aktive Frauenwahlrecht für Frauen über 25 Jahre (falls verheiratet) bzw. über 30 Jahre (falls ledig) eingeführt. Der Wahlgang war für Frauen freiwillig, für Männer dagegen Pflicht. Ab 1959 besaßen alle Salvadorianer über 18 Jahre unabhängig vom Geschlecht das aktive Wahlrecht.
1944 wurde Martínez abgesetzt, bis 1980 waren alle weiteren Präsidenten mit einer Ausnahme, Armeeoffiziere, die regelmäßig abgehaltenen Präsidentschaftswahlen  meist manipuliert.
In den 1960er Jahren kam die Partido de Conciliación Nacional (PCN) (deutsch: Partei der Nationalen Versöhnung) an die Macht und behielt diese bis 1979. Unter Präsident Fidel Sánchez Hernández (amtierend von 1967 bis 1972) kam es 1969 zu einem Krieg mit Honduras, dem sogenannten „Hundert-Stunden-Krieg“; dieser ging als „Fußballkrieg“ in die Geschichte ein. Der Grund waren Spannungen um Landwirtschaftshelfer aus El Salvador, die seit längerem von der Regierung Honduras’ für die wirtschaftlichen Probleme verantwortlich gemacht wurden. Der Krieg dauerte vier Tage vom 14. Juli 1969 bis 18. Juli 1969 (100 Stunden) und kostete 3000 Menschen das Leben; 6000 wurden verletzt. Der Konflikt wurde unter Vermittlung der Organisation Amerikanischer Staaten durch ein Friedensabkommen beigelegt.
Mit Beginn der 1970er Jahre wurde die politische Lage in El Salvador zunehmend instabil. Mehrere kommunistische Guerillagruppen formierten sich, so die Fuerzas Populares de Liberación Farabundo Martí (FLP) unter Salvador Cayetano Carpio, dem vormaligen Führer der Partido Comunista de El Salvador (PC), und die Ejército Revolucionario del Pueblo (ERP). Bei den Präsidentschaftswahlen am 20. Februar 1972 wurden die beiden Kandidaten des Oppositionsbündnisses José Napoleón Duarte, Partido Demócrata Cristiano (PDC) und Guillermo Manuel Ungo vom Movimiento Nacional Revolucionario (MNR) offensichtlich um ihre Stimmenmehrheit betrogen. Die Wahlen wurden von der Organización Democrática Nacionalista (ORDEN) organisiert, einer paramilitärischen Organisation, die den salvadorianischen Streitkräften unterstand. Die Proteste nach der Wahl wurden niedergeschlagen.
Am 2. März 1972 erschossen Mitglieder des ERP zwei Soldaten der Nationalgarde in San Salvador. Dem PDC wurden daraufhin Verbindungen zum ERP vorgeworfen. In einem Klima des allgemeinen Misstrauens konnte der Verdacht nicht ausgeräumt werden, dass ORDEN in die Zwischenfälle involviert war. Am 25. März 1972 wurde Duarte verhaftet und gefoltert, wobei er drei Finger verlor, des Hochverrats beschuldigt und zum Tod verurteilt. Auf internationalen Druck hin wandelte Präsident Arturo Armando Molina die Strafe in eine Verbannung um und schob ihn nach Venezuela ab.
Am 14. März 1978 fand eine Wahl zur Legislativversammlung von El Salvador statt; alle Oppositionsparteien boykottierten diese. Die PCN erhielt alle 52 Sitze.
Am 12. März 1978 fand eine weitere Wahl statt; alle Oppositionsparteien bis auf eine boykottierten diese Wahl. Die PCN erhielt 50 Sitze, die 'Salvadoran Popular Party' 4 Sitze.

## Bürgerkrieg

### Vorgeschichte
Im Oktober 1979 fürchtete das salvadorianische Militär nach dem Sturz von Nicaraguas Präsident und Diktator Anastasio Somoza Debayle ein ähnliches Schicksal. Deshalb wurde Staatspräsident Carlos Humberto Romero (Militärpartei PCN) auf einer USA-Reise des Amtes enthoben und eine politisch sehr weite Junta gebildet, welcher der frühere Oppositionsführer José Napoleón Duarte vorstand und anfangs auch der MNR angehörte. Trotz hoher wirtschaftlicher Wachstumsraten verschärften sich die wirtschaftlichen Probleme für große Teile der Bevölkerung u. a. aus der Mechanisierung der Landwirtschaft durch die Grüne Revolution und Landvertreibungen wegen ausgedehnter Wasserkraftstauseen. Diese Erscheinungen sollten durch eine Landtransferbehörde (ISTA) gemildert oder zumindest ein quasirechtlicher Rahmen gegeben werden. 1983 wurde eine Verfassung erlassen, welche in Artikel 105 das Landeigentum auf 245 ha beschränkte. Das überzählige Land sollte mit Entschädigung an Genossenschaften transferiert werden. Teile der 14 Grundeigentümerfamilien El Salvadors versuchten mit Terror durch Todesschwadronen die Landreform aufzuhalten. Der Mord an dem um gesellschaftlichen Ausgleich und Frieden bemühten Erzbischof Óscar Romero, einem der prominentesten Kritiker des Militärregimes, am 24. März 1980, wurde weltweit publik. In diesem „schmutzigen Krieg“ wurden viele kirchlich, politisch oder gewerkschaftlich organisierte Menschen Opfer der Todesschwadronen.

### Eskalation zum Bürgerkrieg und Rolle der USA

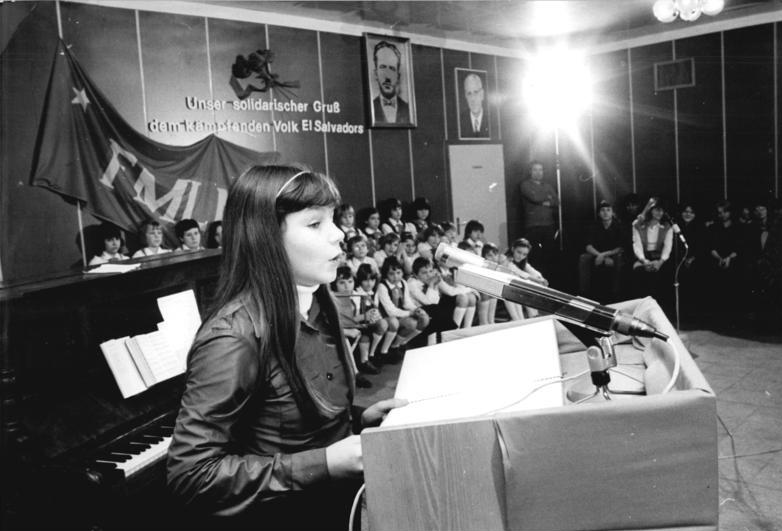
Solidaritätsveranstaltung in der DDR für den „gerechten Befreiungskampf der salvadorianischen Patrioten“, 1982

Die brutalen Repressionen des Militärregimes trieben die Opposition in den bewaffneten Widerstand. Von 1980 bis 1991 kam es zu einem Bürgerkrieg in El Salvador, der am Ende über 70.000 Tote (bei einer Bevölkerung von damals etwa 4,5 Millionen), Tausende von Versehrten und Verschwundenen und Zerstörungen in Milliardenhöhe verursachte. Über eine Million Menschen flohen während dieser Zeit aus dem Land. Die Streitkräfte der Guerilla setzten sich aus einzelnen Verbänden von Kommunisten, Christen und Gewerkschaftern zusammen, die sich zur Frente Farabundo Martí para la Liberación Nacional (FMLN) zusammenschlossen. Die US-Regierung unterstützte die Militärdiktatur in El Salvador. Neben Militärberatern wurde von den USA in großem Stil Militärgerät an die Junta geliefert, selbst nachdem die von US-Soldaten gebildete und trainierte Anti-Guerilla-Einheit Bataillon Atlacatl mit dem Massaker von El Mozote an 900 Zivilisten im Dezember 1981 eines der schlimmsten Kriegsverbrechen in der Geschichte Lateinamerikas begangen hatte. Der damalige US-Außenminister Alexander Haig benannte das Land 1981 ausdrücklich zum „Testfeld des Kalten Kriegs“. Dabei nahm die Reagan-Regierung die salvadorianische Regierungsstrategie der systematischen Ermordung von etwa vierzigtausend Oppositionellen durch Todesschwadronen Anfang der 1980er Jahre bewusst in Kauf, um eine Machtübernahme der linken Widerstandsgruppen zu verhindern. Die auf den – von der US-Regierung offiziell bestrittenen – politischen Massenmord an den Oppositionellen folgende relative innenpolitische Ruhe in El Salvador erklärte die Reagan-Regierung der US-amerikanischen Öffentlichkeit mit der Notlüge, dass die erfolgreich durchgeführte Landreform der dortigen Regierung zu einer allgemeinen Befriedung geführt habe.

### Widerstand der Kirchen in El Salvador und den USA

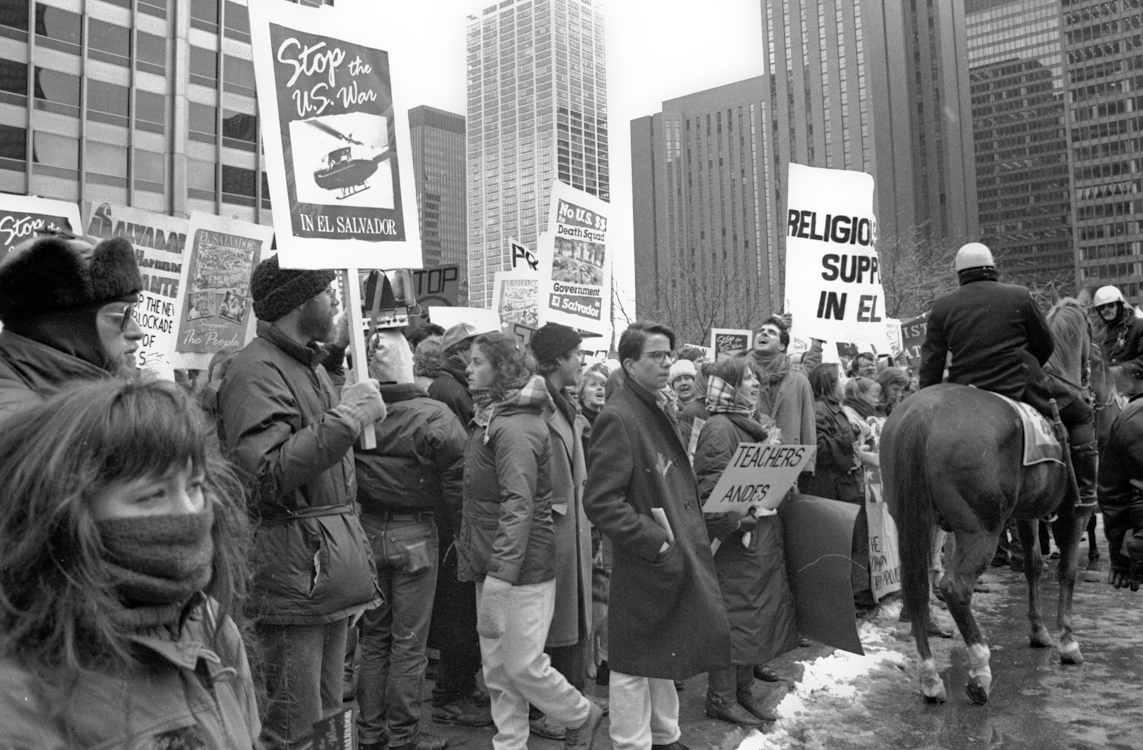
Protest gegen die Unterstützung der salvadorianischen Regierung durch die USA, Chicago, 1989

Die enormen Menschenrechtsverletzungen des US-gestützten Regimes führten schnell zu erheblicher Opposition innerhalb der USA, vor allem aus Kreisen der katholischen und anderer Kirchen, die massiv, aber letztendlich weitgehend erfolglos gegen diese Außenpolitik opponierten. Sie setzten sich teilweise auch für der Befreiungstheologie nahestehende Priester und Kirchenfunktionäre ein, was aber deren Gefährdung durch die Militärs kaum verminderte. Das kirchliche politische Engagement wurde als das stärkste seit dem Widerstand gegen den Vietnamkrieg bezeichnet. Es wurde besonders durch Gräueltaten salvadorianischer Militärs wie die Ermordung von Erzbischof Óscar Romero 1980, das Massaker von El Mozote, die Ermordung von sechs Jesuitenpatern 1989 und die Vergewaltigung und Ermordung dreier US-amerikanischer Nonnen und einer Missionarin durch Soldaten der salvadorianischen Armee verstärkt.

## Frieden von Chapultepec

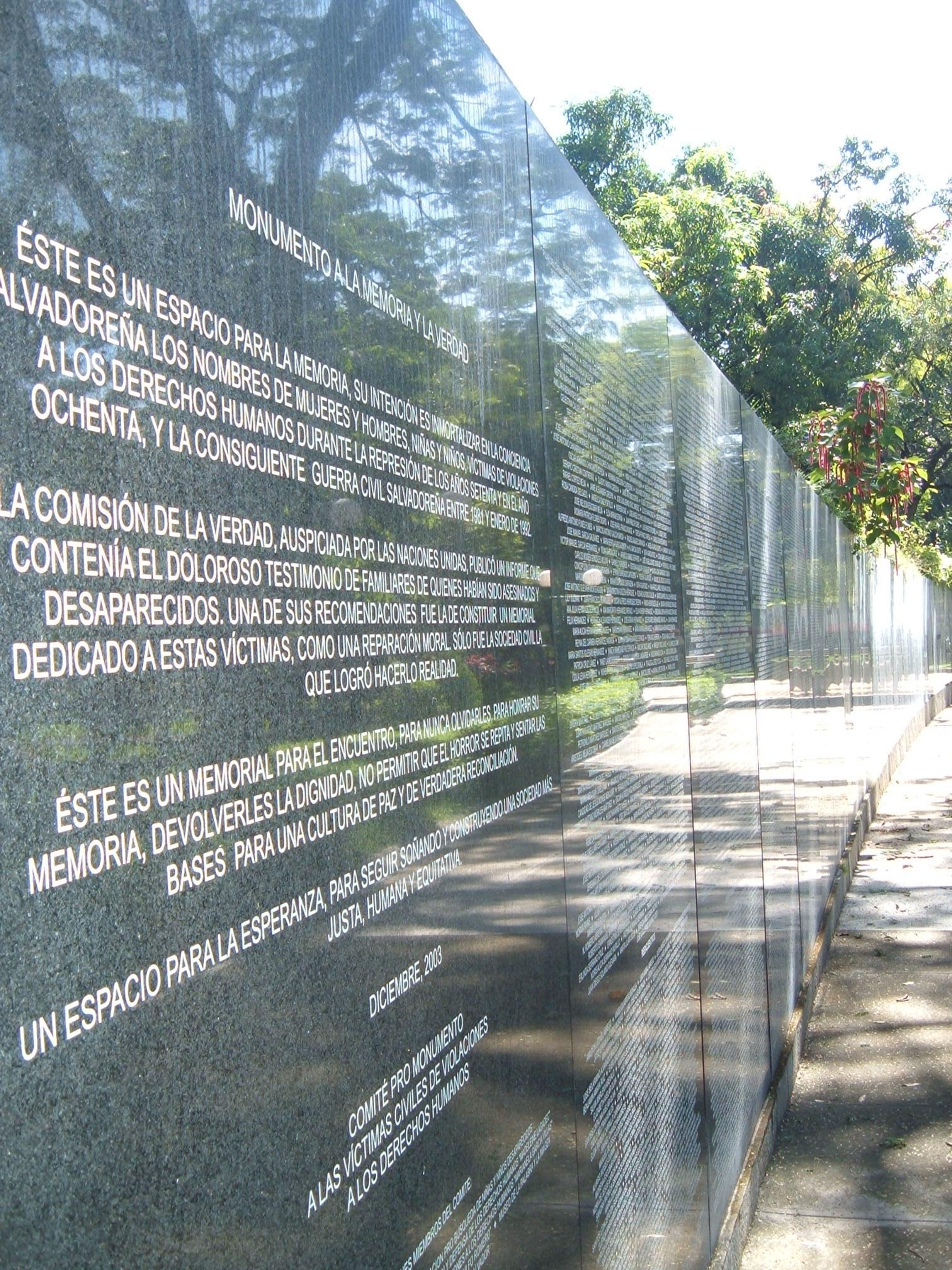
Das Monumento a la memoria y la verdad in San Salvador erinnert an die Opfer der Menschenrechtsverletzungen der 1970er bis 1990er Jahre

Anfang 1992 wurden die von Arturo Rivera y Damas, Gregorio Rosa Chávez und Emil Stehle namens der katholischen Kirche und von den Vereinten Nationen vermittelten Friedensgespräche zwischen der FMLN und der Regierung von El Salvador abgeschlossen. Am 16. Januar 1992 wurden im Schloss Chapultepec in Mexiko-Stadt die „Friedensverträge von Chapultepec“ unterzeichnet. Am 1. Februar 1992 trat eine neunmonatige Waffenruhe in Kraft. Im Chapultepec-Abkommen wurde in mehreren Punkten der Übergang zu demokratischen Verhältnissen geregelt:
- Die salvadorianische Armee wurde von 63.000 auf 32.000 Mann halbiert. Der Armee wurde durch eine Verfassungsänderung jegliche Einmischung in interne staatliche Angelegenheiten verboten. Eine interne Kommission untersuchte die Vergangenheit jedes einzelnen Offiziers auf Vergehen gegen die Menschenrechte oder Fälle von Korruption. Diese wurden vom Dienst in der Armee entbunden.
- Mehrere im Bürgerkrieg involvierte Sicherheitsdienste, wie die Nationalgarde, wurden aufgelöst. Eine neue nationale Polizei wurde gegründet, um als zivile, demokratische, den Menschenrechten verpflichtete Institution diese zu ersetzen. Erste neu ausgebildete Offiziere nahmen bereits 1993 ihren Dienst auf.
- Eine Wahrheitskommission wurde eingerichtet, welche unter der Ägide der Vereinten Nationen die größten Gräueltaten während des zwölfjährigen Bürgerkriegs aufarbeiten soll. Der Abschlussbericht der Kommission empfahl, Personen welchen schwere Menschenrechtsverletzungen nachgewiesen werden konnten, von allen politischen und militärischen Ämtern zu entfernen. Fünf Tage nach Veröffentlichung des Abschlussberichts der Wahrheitskommission erließ das Parlament von El Salvador am 20. März 1993 eine international umstrittene Generalamnestie für alle Gewaltverbrechen des Krieges, die vor 1992 begangen wurden.
- Die Rebellenarmee der FMLN wurde demobilisiert und in eine reguläre Partei umgewandelt.

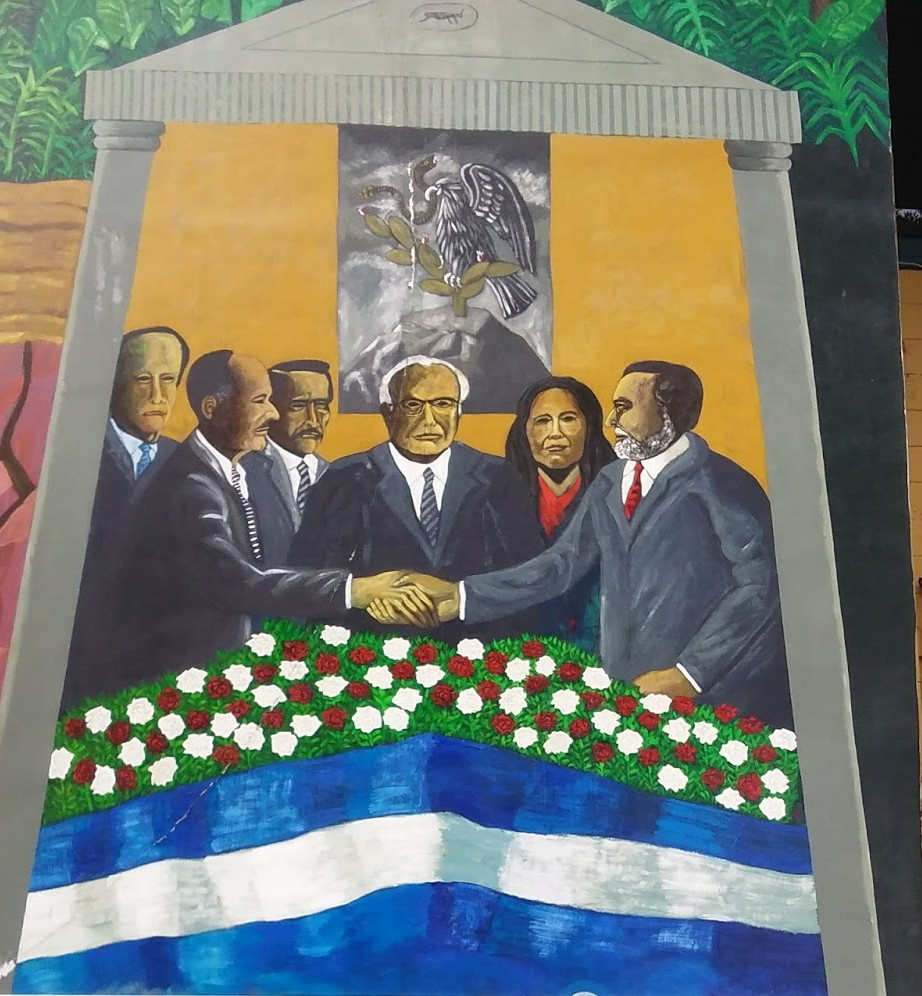
Wandgemälde des Friedensabkommens von Chapultepec im Nationalmuseum in San Salvador; auf dem Bild schütteln sich der Guerillaführer Schafik Handal, Anführer der FMLN, und der Präsident von El Salvador, Alfredo Cristiani, die Hände.

- Wandgemälde des Friedensabkommens von Chapultepec im Nationalmuseum in San Salvador; auf dem Bild schütteln sich der Guerillaführer Schafik Handal, Anführer der FMLN, und der Präsident von El Salvador, Alfredo Cristiani, die Hände.Ehemalige Guerillakämpfer wie auch ehemalige Regierungssoldaten wurden im Rahmen einer Landumverteilung entschädigt.[16]

Die Erfüllung des Friedensabkommens wurde international wie national überwacht. Entscheidend für die erfolgreiche Umsetzung war die Tatsache, dass das Friedensabkommen weder Sieger noch Besiegte kannte und günstige außenpolitische Rahmenbedingungen (Zerfall der Sowjetunion, Ende des Ost-West-Konflikts) bestanden.
Am 1. Februar 1992 trat ein neunmonatiger Waffenstillstand in Kraft, der bis heute nicht gebrochen wurde.
Das oberste Gericht El Salvadors hob im Juli 2016 die Generalamnestie von 1993 als verfassungswidrig auf.

## Demokratie
Seit Ende des Bürgerkrieges hat sich die politische Landschaft von einem autoritären System zum demokratischen Staat hin entwickelt. Präsidenten und Regierungen wurden bis 2009 zwar stets durch die rechtskonservative Partei ARENA (Nationalistische Republikanische Allianz) gestellt, jedoch konnte die FMLN zuerst bei Kommunalwahlen erheblich an Einfluss gewinnen und gewann schließlich 2009 zunächst die Parlamentswahlen und später die Präsidentschaftswahlen mit 51 % der Stimmen. Der soziale Gegensatz zwischen dem kleinen Teil der Bevölkerung, der einen Großteil der Ressourcen besaß, und der verarmten Mehrheit der Bevölkerung hat sich auch nach dem Ende des Bürgerkriegs letztlich kaum verändert.
Mit 104 Morden je 100.000 Einwohnern war El Salvador im Jahre 2015 das gefährlichste Land der Welt außerhalb von Kriegsgebieten. Im Frühjahr 2016 hatte die Regierung eine Spezialeinheit gegen die gefährliche Jugendbanden Mara aufgeboten. Nach Angaben der Regierung sanken die täglichen Morde von 20 zum Jahresbeginn auf zirka 10 im Sommer 2016. Zwischen 2021 und 2023 sank die Mordrate pro 100.000 Einwohner von 18,2 auf 2,4, ein Rückgang um mehr als 80 %.

## Belege
1. 1 2 3  Alain Rouquié: Amérique latine – Introduction à l’Extrême-Occident. In: Points Essais. 2. Auflage. Nr. 373. Éditions du Seuil, Paris 1998, ISBN 978-2-02-020624-2, S. 122, 129 (nouvelle édition revue et augmentée; dort zitiert nach: Enrique Baloyra: El Salvador in Transition. Chapel Hill, The University of North Carolina Press, 1982, p. 24; und nach: Eduardo Colindres: Fundamentos económicos de la burguesía salvadoreña. Universidad Centroamericana, San Salvador 1977).
2. ↑  Richard A. Haggarty, ed. El Salvador: A Country Study. Washington: GPO for the Library of Congress, 1988. Online as of 10/03/08 at https://countrystudies.us/el-salvador/
3. ↑  M. Ward, Thesis, Archivierte Kopie (Memento des Originals vom 26. September 2006 im Internet Archive)  Info: Der Archivlink wurde automatisch eingesetzt und noch nicht geprüft. Bitte prüfe Original- und Archivlink gemäß Anleitung und entferne dann diesen Hinweis.
4. ↑  Paige, JM. “Coffee and Power in El Salvador.” Latin American Research Review, v. 28 issue 3, 1993, p. 7.
5. ↑  Byrne, H., 1996. El Salvador’s Civil War. Colorado: Lynne Reiner.
6. ↑  Michael Krennerich: El Salvador. In: Dieter Nohlen (Hrsg.): Handbuch der Wahldaten Lateinamerikas und der Karibik (= Politische Organisation und Repräsentation in Amerika. Band 1). Leske + Budrich, Opladen 1993, ISBN 3-8100-1028-6, S. 321–347, S. 325.
7. ↑  Stephen Webre (1979): José Napoleón Duarte and the Christian Democratic Party in Salvadoran Politics: 1960-1972. Louisiana State University Press, S. 194, ISBN 978-0-8071-0462-0
8. ↑  Constitución Política de 1983 con reformas hasta 2000
9. ↑  Die verspätete Heiligsprechung von Óscar Romero, NZZ, 13. Oktober 2018, Titel der Printausgabe
10. 1 2 3  Benjamin Schwarz: Dirty Hands. The success of U.S. policy in El Salvador -- preventing a guerrilla victory -- was based on 40,000 political murders. Buchrezension zu William M. LeoGrande: Our own Backyard. The United States in Central America 1977–1992. 1998, Dezember 1998.
11. ↑  Anthony Lewis: Abroad at Home; Fear Of the Truth. The New York Times, 2. April 1993
12. ↑  Activist Church Leaders Oppose US Policy in El Salvador. Reading Eagle, 19. April 1981
13. ↑  Jon Sobrino: Jesuit Martyrs of el salvador: a research guide. Saint Peter´s College, archiviert vom Original am 10. Juni 2012; abgerufen am 9. März 2018.
14. ↑  Americas El Salvador murdered nuns case stays shut. BBC online, 5. Juni 1998
15. ↑  Arturo Rivera y Damas: Monseñor Emilio Stehle. Mediador de la paz en El Salvador. In: ders., Antonio Arregui Yarza: Emilio, servidor de la paz. Editorial Radio Católica Nacional del Ecuador, Quito 1993, S. 5–16, hier S. 15–16.
16. ↑  „Background Note: El Salvador,“ U.S. Department of State (accessed February 3, 2010).
17. ↑  Civil war ends at last in El Salvador, but differences persist after cease-fire. In: Baltimore Sun. 2. Februar 1992, abgerufen am 15. Februar 2024 (amerikanisches Englisch).
18. ↑  Amnestiegesetz in El Salvador - Ende der Straflosigkeit, TAZ, 14. Juli 2016
19. ↑  Präsidentenwahl: Linksruck in El Salvador. In: Spiegel Online. 16. März 2009, abgerufen am 9. Juni 2018.
20. ↑  Mordrate in El Salvador geht deutlich zurück, NZZ, 12. August 2016
21. ↑  Beeindruckende Fortschritte bei Sicherheit – Mordrate in El Salvador erreicht historisches Tief. AHK El Salvador, 19. Oktober 2023, abgerufen am 15. Februar 2024.